# Palazzo del Convento dell’Egiziaca a Pizzofalcone

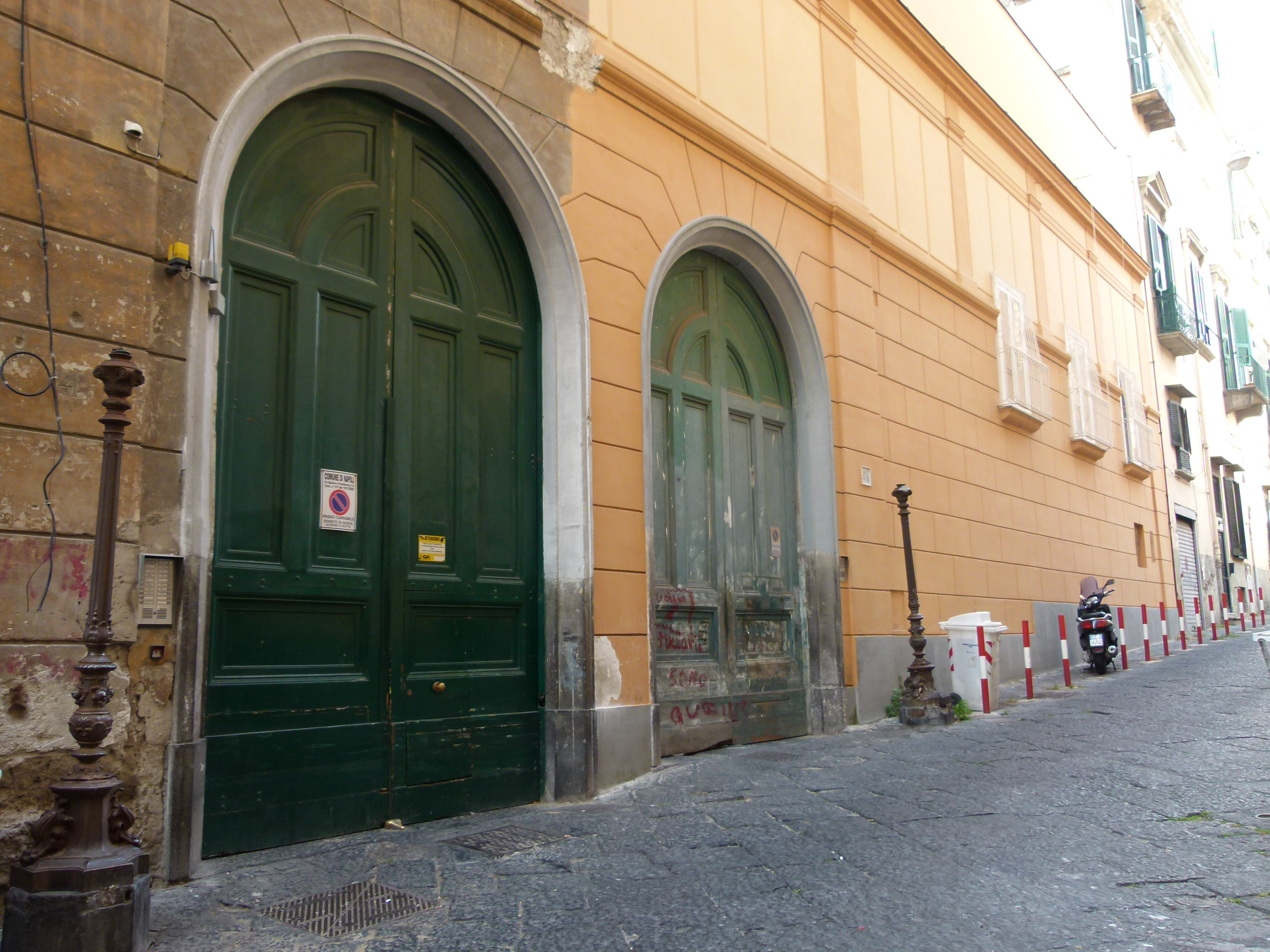
Palazzo del Convento dell’Egiziaca a Pizzofalcone, Eingangstor

Der Palazzo del Convento dell’Egiziaca a Pizzofalcone ist ein Palast aus dem 16. Jahrhundert auf dem Pizzofalcone-Hügel im Viertel San Ferdinando von Neapel in der italienischen Region Kampanien. Er liegt in der Via Egiziaca.

## Geschichte
Man hat Kaufdokumente für den Palast aus dem Mai 1580 gefunden.
Der Konvent Santa Maria Egiziaca a Pizzofalcone wurde in der ersten Hälfte des 17. Jahrhunderts dank fünf Augustinerschwestern aus adligen Familien gegründet: Teresa Tocco, Maria Francesca Lombardo, Eustachia Caracciolo, Eugenia Mattadara und Dorotea Severino. Diese fünf Schwestern verließen das Kloster Santa Maria Egiziaca Maggiore (Kirche Santa Maria Egiziaca a Forcella), um auf den Hügel von Pizzofalcone umzuziehen und dort einen neuen Konvent zu gründen, der eher den Regeln eines Lebens in Klausur entsprach.

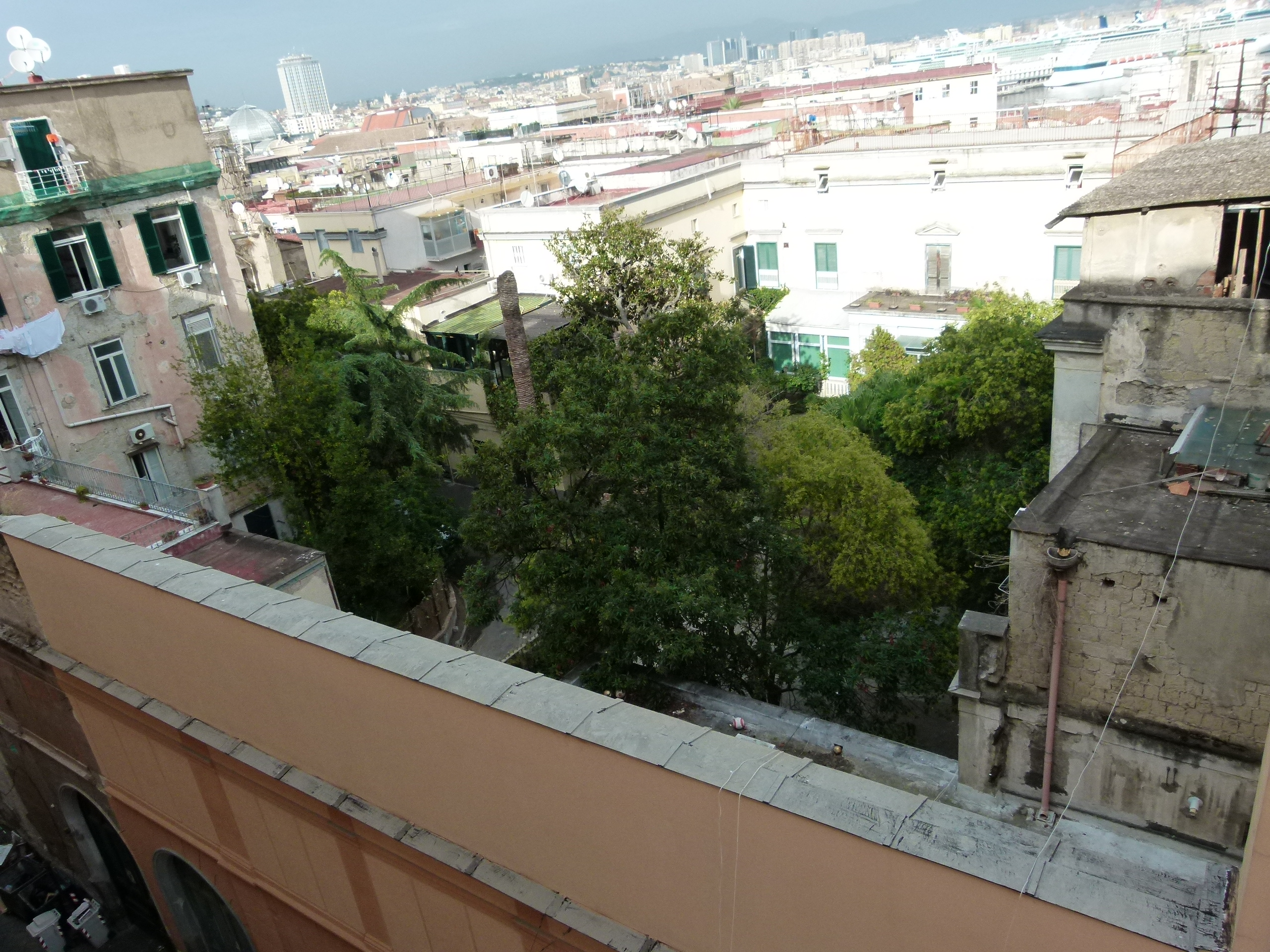
Garten des Palazzo del Convento dell‘Egiziaca a Pizzofalcone

1639 bewohnten die Augustinerschwestern einen Palast mit Garten in der Via Egiziaca in Pizzofalcone. Der Palast, der im Jahrhundert vorher von Don Luigi de Toledo errichtet worden war, wurde in einen Konvent mit angebauter, kleiner Kirche umgebaut.
Der Name der Via Egiziaca in Pizzofalcone ist eben von dieser Ansiedlung der Augustinerschwestern, Anhängerinnen der Maria von Ägypten (it.: Maria Egiziaca), in dieser Straße geschuldet.
1648 wurde der Komplex dank der Spenden des Vizekönigs Don Juan d’Austria erweitert. Die kleine Kirche, die an den Konvent angebaut war, wurde neu errichtet. Mit den Arbeiten an dieser Kirche, die dann Santa Maria Egiziaca a Pizzofalcone genannt wurde, wurde der Architekt Cosimo Fanzago betraut. Wegen verschiedener Probleme wurde das Werk erst 1716 unter der Leitung des Architekten Arcangelo Guglielmelli fertiggestellt.
Die Augustinernonnen blieben in Klausur in diesem Komplex in Pizzofalcone, bis der Orden 1808 zwangsaufgelöst wurde.
Heute ist der Palast ein Wohnhaus.